# 5040
5040(오천사십)은 5039보다 크고 5041보다 작은 자연수다.

## 수학
- 합성수로, 그 약수는 총 60개다.[a]
  - 5040의 진약수의 합은 14304이므로, 5040은 과잉수다.
  - 19번째 고도 합성수다. 앞의 고도 합성수는 2520, 다음은 7560이다.
- 7 이하의 모든 자연수의 곱(계승)이다.

({\displaystyle 7!=1\times 2\times 3\times 4\times 5\times 6\times 7=5040})
- {\displaystyle 5040=70\times 72}
  - 연속하는 두 짝수의 곱으로 나타낼 수 있으며, 이 성질을 지닌 앞의 수는 4760, 다음 수는 5328이다.
- {\displaystyle 5040=7\times 8\times 9\times 10}
  - 연속하는 네 자연수의 곱으로 나타낼 수 있으며, 이 성질을 지닌 앞의 수는 3024, 다음 수는 7920이다.
- 23부터 229까지 연속하는 42개의 소수(素數)[b]의 합이다.
- 삼십각형의 모든 내각의 합은 5040°다.

## 기타
- 연도: 5040년, 기원전 5040년

## 같이 보기
- 5000